# Aeropuerto de Aalborg

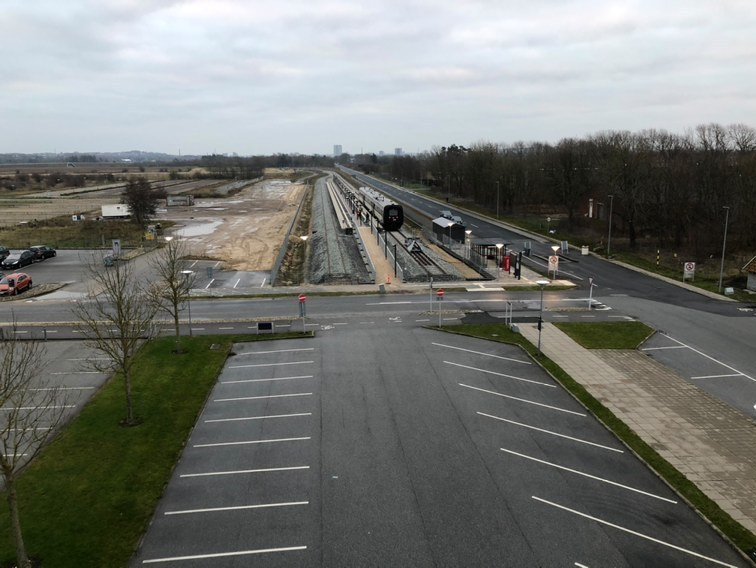
La Estación Aalborg Lufthavn está junto al estacionamiento

El Aeropuerto de Aalborg (IATA: AAL, OACI: EKYT) es un aeropuerto con doble uso (civil/militar) localizado en Nørresundby, Dinamarca, a 6.5 km al noroeste de Aalborg.

## Aerolíneas y destinos

### Destinos nacionales
| Ciudades   | Aeropuerto                       | Aerolíneas           |
| Dinamarca  | Dinamarca                        | Dinamarca            |
| ---------- | -------------------------------- | -------------------- |
| Bornholm   | Aeropuerto de Bornholm           | Danish Air Transport |
| Copenhague | Aeropuerto de Copenhague-Kastrup | Norwegian / SAS      |

### Destinos internacionales
| Ciudades por países | Nombre del aeropuerto                   | Aerolíneas |
| América del Norte   | América del Norte                       | América del Norte |
| ------------------- | --------------------------------------- | --- |
| Groenlandia         |                                         | |
| Nuuk                | Aeropuerto de Nuuk                      | Air Greenland (Estacional) |
| Asia                |                                         | |
| Chipre              |                                         | |
| Lárnaca             | Aeropuerto Internacional de Lárnaca     | Jet Time (Chárter Estacional)                                                                                                 |
| Turquía             |                                         | |
| Antalya             | Aeropuerto de Antalya                   | Pegasus Airlines (Estacional)                                                                                                 |
| Europa              |                                         | |
| España              |                                         | |
| Alicante            | Aeropuerto de Alicante-Elche            | Norwegian (Estacional) |
| Fuerteventura       | Aeropuerto de Fuerteventura             | Jet Time (Chárter Estacional)                                                                                                 |
| Gran Canaria        | Aeropuerto de Gran Canaria              | Braathens International Airways (Chárter Estacional) / Jet Time (Chárter Estacional) / Sunclass Airlines (Chárter Estacional) |
| Málaga              | Aeropuerto de Málaga-Costa del Sol      | Norwegian |
| Palma de Mallorca   | Aeropuerto de Palma de Mallorca         | Jet Time (Chárter Estacional) / Norwegian (Estacional) / Sunclass Airlines (Chárter Estacional)                               |
| Tenerife            | Aeropuerto de Tenerife-Sur              | Jet Time (Chárter Estacional) / Norwegian (Estacional) / Sunclass Airlines (Chárter Estacional)                               |
| Francia             |                                         | |
| Niza                | Aeropuerto de Niza-Costa Azul           | Norwegian (Estacional) |
| Grecia              |                                         | |
| La Canea            | Aeropuerto de La Canea                  | Jet Time (Chárter Estacional) / SAS (Chárter Estacional)                                                                      |
| Préveza             | Aeropuerto de Préveza                   | Braathens International Airways (Chárter Estacional)                                                                          |
| Rodas               | Aeropuerto de Rodas                     | Aegean Airlines (Chárter Estacional) / Braathens International Airways (Chárter Estacional) / Jet Time (Chárter Estacional)   |
| Islandia            |                                         | |
| Reikiavik           | Aeropuerto Internacional de Keflavík    | Play |
| Islas Feroe         |                                         | |
| Vágar               | Aeropuerto de Vágar                     | Atlantic Airways (Estacional)                                                                                                 |
| Italia              |                                         | |
| Nápoles             | Aeropuerto de Nápoles-Capodichino       | Volotea (Estacional) |
| Noruega             |                                         | |
| Oslo                | Aeropuerto de Oslo-Gardermoen           | SAS |
| Países Bajos        |                                         | |
| Ámsterdam           | Aeropuerto de Ámsterdam-Schiphol        | KLM |
| Portugal            |                                         | |
| Madeira             | Aeropuerto de Madeira                   | Norwegian (Estacional) |
| Suecia              |                                         | |
| Sälen               | Aeropuerto de las montañas escandinavas | SAS (Estacional) |

## Estadísticas
Ver fuente y consulta Wikidata.

## Información Aeroportuaria

### Dirección
Aeropuerto de Aalborg
Ny Lufthavnsvej 100
DK-9400 Nørresundby
Dinamarca

### Teléfono
(45) 98 17 11 44

### Horario de operación
06:00 - 23:30

### Clasificación aeroportuaria
4E (cat. 7)

### Compras libres de impuestos
El aeropuerto tiene un duty free que sólo abre cuando hay vuelos internacionales.

### Transporte
- Taxi — Hay disponibles taxis para desplazarse a la ciudad afuera del edificio terminal.
- Bus — Hay dos líneas de bus aeroportuario que lleva a los pasajeros desde el aeropuerto a: Frederikshavn vía Sæby y Hirtshals vía Brønderslev y Hjørring. Hay también autobuses a Aalborg.
- Carretera — Existen algunas opciones para el pasajero para ir o volver del aeropuerto por carretera: coche; bus; y servicio de taxi.
- Tren — La estación se inauguró en 2020.

### Dirección
- Desde Aalborg
  - Tomar la ruta 180 hasta el puente Limfjord. Después tomar la ruta 55 hasta pasar Nørresundby. Seguir las señales.

- Desde el norte (desde Hirtshals)
  - Tomar la autovía E39. Tomar la salida 10. Seguir la ruta 11 hasta la unión con la ruta 55. Tomar la salida 55 y seguir las señales.

- Desde el noreste (desde Frederikshavn)
  - Tomar la autovía E45. Tomar la salida 21. Ir a la derecha a través de Nørresundby. En el cruce, ir a la izquierda en la ruta 55. Seguir las señales.

- Desde el sur (desde Aarhus)
  - Tomar la autovía E45. Tomar la salida 21. Ir a la derecha a través de Nørresundby. En el cruce ir a la izquierda en la ruta 55. Seguir las señales.

- Desde el oeste (desde Thisted)
  - Tomar la ruta 11 en sentido contrario a Aalborg. Tras pasar Nørresundby, dirigirse a la izquierda en sentido contrario a Aalborg. Seguir las señales.